# Michel Brault
Michel Brault (25 de junio de 1928 - 21 de septiembre de 2013) fue un cineasta, camarógrafo, director de cine, guionista y productor de cine canadiense. Era una figura destacada del Direct Cinema, característico de la rama francesa de la National Film Board of Canada en la década de 1960. Brault fue un pionero de la estética cámara en mano.

## Honores y distinciones
- 1964 - Película del Año, Canadian Film Awards
- 1974 - Prix L.-E.-Ouimet-Molson
- 1975 - Prix Victor-Morin
- 1975 - Mejor Director, Canadian Film Awards
- 1975 - Premio del Festival de Cannes al mejor director
- 1980 - Molson Prize
- 1981 y 1983 Genie Award for Best Achievement in Cinematography (también nominado en 1988)
- 1986 - Prix Albert-Tessier
- 1990 - Mejor premio de director en el Flanders International Film Festival
- 1993 - Prix Luce-Guilbeault
- 1996 - Governor General's Award
- 2003 - Prix Guy-L'Écuyer
- 2003 - Oficial de la Ordre national du Québec
- 2005 - Premio Jutra a toda su carrera profesional.

### Como director

#### Ficción
- Matin (Short film, 1950)
- Geneviève (Short film, 1965) (Relanzado como parte de la película de la antología 1966 La fleur de l'âge)
- Entre la mer et l'eau douce (1967)
- Les ordres (1974)
- Le son des français d'Amérique (serie de TV, 1974-1980)
- La belle ouvrage (TV series, 1977-1980)
- L'emprise (Short film, 1988)
- Les noces de papier (película de TV, 1989)
- Diogène (Short film, 1990)
- La dernière partie (episodio de TV de Montréal vu par..., 1992)
- Shabbat Shalom! (película de TV, 1992)
- Mon amie Max (película de TV, 1994)
- Quand je serai parti... vous vivrez encore (1999)
- 30 vies (serie de TV, 2011)

## Premios y reconocimientos
Festival Internacional de Cine de Cannes
| Año  | Categoría       | Película   | Resultado |
| ---- | --------------- | ---------- | --------- |
| 1973 | Mejor dirección | Les Ordres | Ganador   |